# 贝泽卡
贝泽卡（義大利語：Bezzecca），是意大利特伦蒂诺-上阿迪杰大区特伦托自治省的一个旧市镇。总面积17平方公里，人口595人，人口密度35.0人/平方公里（2009年）。ISTAT代码为022014。
2010年1月1日贝泽卡市镇与其他市镇一起合并为新的莱德罗市镇。